# Guaiacolo
Il guaiacolo è un etere monometilico di un fenolo bivalente, il pirocatecolo, scoperto da  Ascanio Sobrero.
A temperatura ambiente si presenta come un solido cristallino duro da incolore a giallo, dall'odore caratteristico aromatico e fenolico e dal sapore dolciastro. È un composto classificato come irritante.
Il guaiacolo è contenuto in molti catrami ed è il principale costituente del creosoto (sostanza ottenuta dalla distillazione frazionata del catrame di faggio). 
In commercio si trova anche sotto forma di un liquido oleoso che si ottiene dalla distillazione frazionata del creosoto e contiene piccole quantità di cresolo e di derivati fenolici simili.

## Proprietà e uso
Il guaiacolo ha proprietà antisettiche, si assorbe con facilità per tutte le vie e, a dosi elevate, provoca un avvelenamento simile a quello fenolico. 
Viene usato, per via orale, come balsamico ed espettorante, per via ipodermica, ed esternamente come analgesico ed antisettico, puro per pennellazioni o in pomate. In passato ha trovato impieghi clinici anche un suo derivato, il sulfoguaiacolo.
Come tutti i fenoli il guaiacolo svolge un'azione irritante delle mucose del tubo digerente.
In enologia viene annoverato tra i difetti del vino, in quanto è presente anche nei vini bianchi come prodotto batterico, la sua presenza è un difetto organolettico a causa dell'odore "farmaceutico" percepibile già a pochi mg/L di concentrazione.
Infine è una delle materie prime per la sintesi della vanillina.